# Asplenium × microdon
Asplenium × microdon là một loài dương xỉ trong họ Aspleniaceae. Loài này được Lovis & Vida mô tả khoa học đầu tiên năm 1969.
Danh pháp khoa học của loài này chưa được làm sáng tỏ. 